# The Futureheads
The Futureheads son una banda británica de post-punk revival. Sus influencias son de grupos como Kate Bush, Fugazi, Devo, y The Jam. Su nombre proviene del título del disco de Flaming Lips Hit to Death in the Future Head.
La banda empezó como un trío, formado por Barry Hyde (cantante y guitarra), Jaff (bajo), y Peter Brewis (batería). Ross Millard (cantante y guitarra), se unió más tarde, después de haber estado con Jaff en una banda en la universidad. Su primer concierto fue en el año 2000, con el que su popularidad en el ámbito local creció. Tras este concierto, el hermano pequeño de Hyde, Dave, pasó a sustituir a Brewis, que se unió a otra banda. Su primer sencillo se lanzó en el año 2002.
En una entrevista, Barry reveló que sus padres le regalaron a Dave una guitarra cuando era pequeño, pero que Barry se la quitó para aprender él primero, con lo que Dave se vio forzado a aprender a tocar la batería.
The Futureheads publicaron su álbum debut, llamado como ellos, en septiembre del año 2004. Su música ha sido descrita como energética, ingeniosa y alegre. La canción "Decent Days And Nights" de este álbum se utilizó en la banda sonora del videojuego Burnout 3 para PlayStation 2 y Xbox, y también en el EA's Rugby 2005.
En febrero del 2005, la canción Hounds of Love, una versión de Kate Bush, alcanzó el número ocho como sencillo en su primera semana en la UK charts. También fue nombrada el mejor sencillo del año 2005 por la revista NME. El grupo hizo una gira por los Estados Unidos y después giraron como teloneros de los Foo Fighters en su gira por el Reino Unido.
Un sencillo llamado "Area" se publicó en noviembre de 2005 mientras la banda trabajaba en el que sería su segundo álbum, News and Tributes (nombre inspirado en el desastre del aire de Múnich en 1958), el cual, según dijo la revista NME en febrero de 2006, les llevó solo cinco semanas de producción. El primer sencillo del álbum fue Skip to the End que salió el 15 de mayo como primicia del disco, que vería la luz el 13 de junio de 2006.
The Futureheads anunciaron el 13 de noviembre de 2006 que habían decidido dejar su discográfica 679 Recordings, ya que su contrato había acabado y no estaban de acuerdo con el marketing utilizado por este sello en el Reino Unido y también en Europa. Dijeron sentirse contentos con este cambio porque les daba más libertad como banda para darse a conocer en mercados sin explorar. 
En 2008 sacaron un disco llamado This is Not the World.

## Discografía

### Álbumes de estudio
| Título                | Fecha de lanzamiento | Discográfica   | UK Albums Chart | UK Indie Chart |
| --------------------- | -------------------- | -------------- | --------------- | -------------- |
| The Futureheads       | 12 de julio de 2004  | 679 Recordings |                 | #11            |
| News and Tributes     | 29 de mayo de 2006   | 679 Recordings | #12             |                |
| This Is Not the World | 24 de mayo de 2008   | Nul Records    | #17             | #1             |
| The Chaos             | 26 de abril de 2010  | Nul Records    | #48             | #3             |
| Rant                  | 2 de abril de 2012   | Nul Records    | ?               | ?              |

### EP
| Título            | Fecha de lanzamiento    | Discográfica              |
| ----------------- | ----------------------- | ------------------------- |
| Nul Book Standard | 2002                    | Project Cosmonaut         |
| 1-2-3-Nul!        | 2003                    | Fantastic Plastic Records |
| Area              | 28 de noviembre de 2005 | 679 Recordings            |

### Singles
| Año  | Canción                               | UK Singles Chart | Álbum             |
| ---- | ------------------------------------- | ---------------- | ----------------- |
| 2004 | "First Day"                           | 58               | The Futureheads   |
| 2004 | "A to B" (solo descarga)              | N/A              | The Futureheads   |
| 2004 | "Decent Days and Nights"              | 26               | The Futureheads   |
| 2004 | "Meantime"                            | 49               | The Futureheads   |
| 2005 | "Hounds of Love"                      | 8                | The Futureheads   |
| 2005 | "Decent Days and Nights" (reeditado)" | 26               | The Futureheads   |
| 2005 | "Area"                                | 18               | Area EP           |
| 2006 | "Skip to the End"                     | 24               | News and Tributes |
| 2006 | "Worry About It Later"                | 52               | News and Tributes |